# Discocyrtus langei
Discocyrtus langei is een hooiwagen uit de familie Gonyleptidae.